# إيسكرا لورانس
إيسكرا أرابيلا لورانس (بالإنجليزية: Iskra Lawrence) (ولدت في 11 سبتمبر 1990) عارضة أزياء بلس سايز إنجليزية.  عرف عنها بأنها لا تسمح بتعديل فوتوشوب على أي من صورها في إنستغرام . كما لا تريد أن تصنف على أنها عارضة زائد الحجم.
في عام 2016، تم اختيارها باعتبارها واحدة من ضمن قائمة بي بي سي 100 امرأة. 

## نشأتها
ولدت إيسكرا لورانس في سبتمبر 1990 ، في ولفرهامبتون بإنجلترا، وعندما كانت تبلغ من العمر ستة أسابيع، انتقلت عائلتها إلى كيدرمينستر، ورسيسترشاير. كان هذا هو المكان الذي قضت فيه معظم سنواتها الأولى في النمو، فذهبت إيسكرا إلى مدرسة سانت جيمس في مالفيرن، وبعد ذلك إلى مدرسة برومسغروف. تفوقت في عدد من المجالات كشباب. بما في ذلك السباحة التنافسية الوطنية وعروض المسرح.

## حياتها الشخصية
تقابل الزوجان لأول مرة في يناير 2018 في حفل لجوائز جرامي في مدينة نيويورك. في يناير 2019 ، أكد لورانس علاقته بالملحن فيليب باين. تم تأكيد حملها الأول في نوفمبر 2019

## روابط خارجية
- إيسكرا لورانس على موقع IMDb (الإنجليزية)
- إيسكرا لورانس على موقع قاعدة بيانات الفيلم (الإنجليزية)
- الموقع الرسمي